# Koenoem jezik
Koenoem jezik (ISO 639-3: kcs; kanam), afrazijski jezik uže zapadnočadske skupine čadskih jezika, kojim govori oko 3 000 ljudi (1973 SIL) u nigerijskoj državi Plateau, LGA Shendam.
Koenom s još deset drugih jezika čini podskupinu pravih angas jezika, šira skupina A.3. angas-gerka.

## Vanjske poveznice
- Ethnologue (14th)
- Ethnologue (15th)